# Ангел Велев (футболист)
Ангел Велев (роден на 18 август 1964) е бивш български футболист, полузащитник. 

## Кариера
Велев е юноша на Берое (Стара Загора). В мъжкия футбол дебютира за Строител (Трояново), където играе една година, докато отбива военната си служба.
През 1986 г. преминава в Чирпан. След това играе за Етър (Велико Търново), Локомотив (Горна Оряховица), Берое (Стара Загора) и Черно море (Варна). Приключва кариерата си на 34-годишна възраст през 1998 г.